# André Watts
André Watts (ur. 20 czerwca 1946 w Norymberdze, zm. 12 lipca 2023 w Bloomington) – amerykański pianista.

## Życiorys
Syn stacjonującego w Niemczech czarnoskórego amerykańskiego żołnierza oraz Węgierki. Pierwsze lekcje fortepianu otrzymał od matki. Po przeprowadzce do Stanów Zjednoczonych uczył się w Philadelphia Musical Academy u Genii Robiner, Doris Bawden i Clementa Petrillo. W wieku 9 lat po raz pierwszy wystąpił publicznie, grając koncert fortepianowy Josepha Haydna z Philadelphia Orchestra. Mając 16 lat, zagrał w ramach transmitowanych przez telewizję Young People’s Concerts I Koncert fortepianowy Ferenca Liszta z New York Philharmonic pod batutą Leonarda Bernsteina. W latach 1963–1974 studiował u Leona Fleishera w Peabody Institute w Baltimore. W 1966 roku zadebiutował w Europie, grając razem z London Symphony Orchestra. W 1967 roku wraz z Los Angeles Philharmonic pod batutą Zubina Mehty odbył tournée po Europie i Azji. Grał na koncercie z okazji inauguracji prezydentury Richarda Nixona w Waszyngtonie w 1969 roku. W 1973 roku razem z San Francisco Philharmonic koncertował w Japonii i ZSRR. W styczniu 1988 roku na 25-lecie pracy artystycznej dał koncert wraz z New York Philharmonic pod batutą Zubina Mehty, transmitowany na żywo przez telewizję PBS.
Otrzymał doktorat honoris causa Yale University (1973) oraz Albright College (1975). Laureat Nagrody Grammy (1964). W 1988 roku otrzymał Avery Fisher Prize.